# Dick Armey

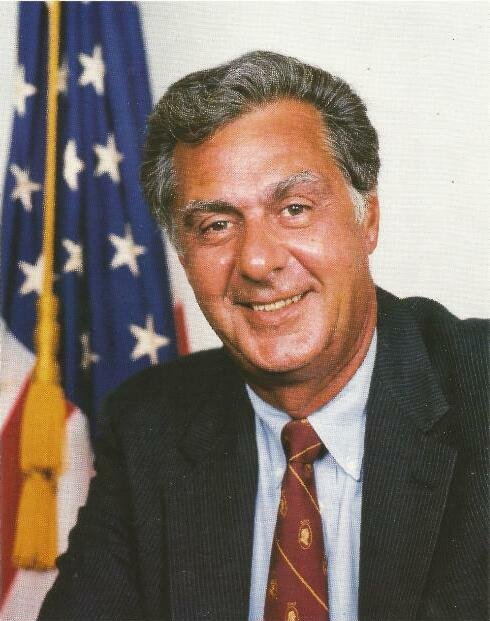
Dick Armey (1997)

Richard Keith „Dick“ Armey (* 7. Juli 1940 in Cando, North Dakota) ist ein US-amerikanischer Politiker (Republikanische Partei) und Ökonom.

## Ausbildung und politische Laufbahn
Nach dem High-School-Abschluss in seiner Heimatstadt Cando im Jahr 1958 erwarb Dick Armey 1963 den Bachelor of Arts am Jamestown College und 1964 den Master of Arts an der University of North Dakota sowie 1968 schließlich den Ph.D. an der University of Oklahoma. Anschließend übernahm er eine Professur an der University of Montana; in der Folge war er Assistant Professor an der West Texas Agricultural and Mechanical University und am Austin College sowie Fakultätsmitglied der University of North Texas und Fellow am Fisher Institute.
Armey vertrat als Abgeordneter von 1985 bis 2003 den 26. Kongresswahlbezirk von Texas im Repräsentantenhaus der Vereinigten Staaten. Im 103. Kongress der Vereinigten Staaten wurde er zum Vorsitzenden der House Republican Conference gewählt und war somit der dritthöchste Republikaner nach dem republikanischen Minderheitsführer Robert Michel und dem republikanischen Minderheitswhip Newt Gingrich. Nach der Wahl zum Repräsentantenhaus der Vereinigten Staaten 1994 war er von 1995 bis 2003 der 23. Mehrheitsführer und somit der zweithöchste Republikaner nach Newt Gingrich bzw. Dennis Hastert. Er schrieb mehrere Bücher.

### Nahostkonflikt
Am 1. Mai 2002 war er Gast in MSNBCs „Hardball with Chris Matthews“. Armey, der zu diesem Zeitpunkt Mehrheitsführer der Republikanischen Fraktion des Repräsentantenhauses war, setzte sich dafür ein, die Palästinenser aus dem Westjordanland und Ost-Jerusalem zu vertreiben. Die Palästinenser könnten vertrieben werden und sich doch woanders niederlassen.

## Nach dem Ausscheiden aus dem Kongress

### Vorsitz in mehreren Gesellschaften
Armey gehört als politischer Berater dem Washingtoner Büro der Rechtsanwaltssozietät DLA Piper (vormals DLA Piper Rudnick Gray Cary) an. Er gehört als stellvertretender Vorstand der Homeland Security Task Force des Unternehmens an.
Im Jahr 2003 wurde er stellvertretender Vorsitzender der Bürgerbewegung für eine leistungsfähige Wirtschaft (Citizens for A Sound Economy), die sich 2004 mit Empower America zu FreedomWorks zusammengeschlossen hat. FreedomWorks steht für die Standpunkte von Armey und ist bestrebt, eine sogenannte Freiheits-Agenda (Freedom Agenda) durchzusetzen, die niedrigere Steuern, weniger Regierungseinfluss und mehr Freiheit fordert. Freedomworks hat nach eigenen Angaben etwa 700.000 Mitglieder in den Vereinigten Staaten und in zehn Bundesstaaten eine hauptamtliche, in Vollzeit tätige Verwaltung. In seiner Rolle als Vorsitzender ist Armey weiterhin eine im gesamten Bundesgebiet der Vereinigten Staaten bekannte politische Persönlichkeit und Führer der Bürgerbewegung. Er ist ständig unterwegs und im Gespräch mit Vertretern der Gesetzgebung und der Bürgerbewegung. Im Jahr 2005 sagte er beispielsweise vor dem Advisory Panel des Präsidenten für die Änderung der Steuergesetzgebung aus und erörterte mit Bill Owens, dem Gouverneur von Colorado, die Größenordnung einer Steuererhöhung.

### Armey's Axioms
Im Jahr 2003 erschien sein Buch Armey's Axioms. Im Jahr 2006 wurde er in dem Buch Hubris als offizielle Quelle dafür genannt, dass anfangs nur eine widerwillige Unterstützung für die Forderung der Regierung von George W. Bush nach einem Krieg gegen den Irak bestand und er Bush gewarnt habe, dass sich der Irak als ein „Schlammloch“ erweisen würde. Armey sagte, dass ihm vorliegende, für einen Krieg günstige Geheimdiensterkenntnisse ihm fragwürdig erschienen, er habe aber im Zweifel Bush und Cheney unterstützt.

## Werke
- Freedom Revolution. 1995, ISBN 0-89526-469-2.